# Reed City
Reed City är administrativ huvudort i Osceola County i den amerikanska delstaten Michigan. Enligt 2010 års folkräkning hade Reed City 2 425 invånare.

## Kända personer från Reed City
- Thomas D. Schall, politiker